# Nathan Parker
Nathan Parker és un guionista anglès.
Va ser nominat al Premi British Independent Film al millor guió als Premis British Independent Film de 2009i un Premi BAFTA a la pel·lícula britànica destacada als 63ns Premis BAFTA per la pel·lícula de 2009 Moon, que va guanyar el premi al millor guió al XLII Festival Internacional de Cinema Fantàstic de Catalunya. i un Canadian Screen Award al Millor guió adaptat als 7ns Canadian Screen Awards per la pel·lícula de 2018 Our House.
A més dels seus guions, va dirigir el curtmetratge Remember Alice Bell? el 2011.
És fill del cineasta Alan Parker (1944–2020).

## Filmografia
- Moon (2009)
- Blitz (2011)
- Remember Alice Bell? (2011)
- 2:22 (2017)
- Our House (2018)
- Slingshot (2024)